# Апачи-Джанкшен (Аризона)
Апачи-Джанкшен (англ. Apache Junction) — город в Аризоне, расположен в округах Марикопа и Пинал, непосредственно на границе округов. По переписи 2010 года население составляло 35840 человек, причём большая часть жила на территории округа Пинал.
Апачи-Джанкшен был инкорпорирован в сити 24 ноября 1978 года. Управление городом осуществляется должностными лицами действующими на выборной основе. Есть городской совет включающий в себя семь членов. Мэр города избирается на два года.

## География
Апачи-Джанкшен назван по пересечению автодороги US 60 и тропы Апачей (англ. Apache Trail) находящемся неподалёку. Также неподалеку от города, восточнее его, находятся Горы Суеверия в которых по легенде находится забытый золотой рудник голландца.
Согласно данным Бюро переписи населения США город имеет площадь 89 км², вся площадь — поверхность земли.
К западу расположен город Меса, к юго-западу расположен заброшенный город Голдфилд.

## Демография
По данным переписи населения США на 2010 год численность населения города Апачи-Джанкшен составляла 35840 человек, насчитывалось 15574 домашних хозяйства и 9372 семей. Плотность населения 256,8 человек на квадратный километр. Расовый состав: 89,5 % белые, 0,8 % азиаты, 1,2 % чернокожие, 1,1 % коренных американцев, 0,1 % гавайцы и выходцы с островов Тихого океана, 4,9 % другие расы, 2,4 % потомки двух и более рас.
По данным переписи населения США на 2000 год медианный доход на одно домохозяйство в городе составлял $33170, доход на семью $37726. У мужчин средний доход $31283, а у женщин $22836. Средний доход на душу населения $16806. 7,3 % семей или 11,6 % населения находились ниже порога бедности, в том числе 18,4 % молодёжи младше 18 лет и 7,4 % взрослых в возрасте старше 65 лет.